# Národní park Araguaia
Národní park Araguaia je národní park v Brazílii, ve spolkovém státě Tocantins. Byl vyhlášen v roce 1959 a jeho rozloha je 555 517 hektarů. Nachází se v severní části největšího říčního ostrova na světě - ostrova Bananal, který leží mezi dvěma rameny řeky Araguaia.
Ostrov je rovinatý a porostlý pralesem. V období zvýšené hladiny vody v řece (září až březen) bývá podstatná část ostrova zatopena. Zdejší fauna a flora je velice rozmanitá i vzhledem k tomu, že se ostrov nachází na pomezí ekosystémů amazonského pralesa a suššího cerrada. Ze zdejších zvířat lze jmenovat např. jelenec bahenní (Blastocerus dichotomus), mravenečník velký (Myrmecophaga tridactyla), guan středobrazilský (Penelope ochrogaster), pásovec velký (Priodontes maximus) a vydra obrovská (Pteronura brasiliensis).

mapka státu Tocantins s vyznačením ostrova
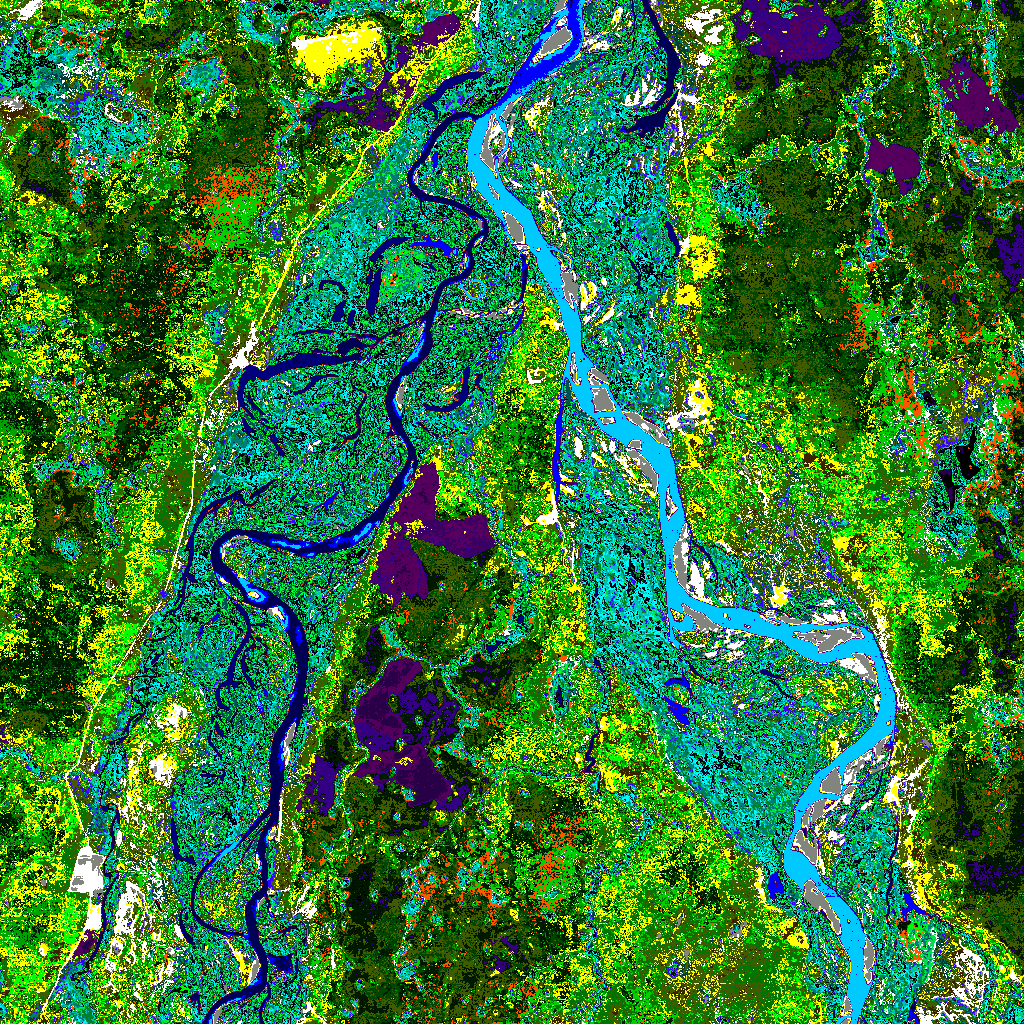
satelitní snímek s nepravými barvami severní části ostrova
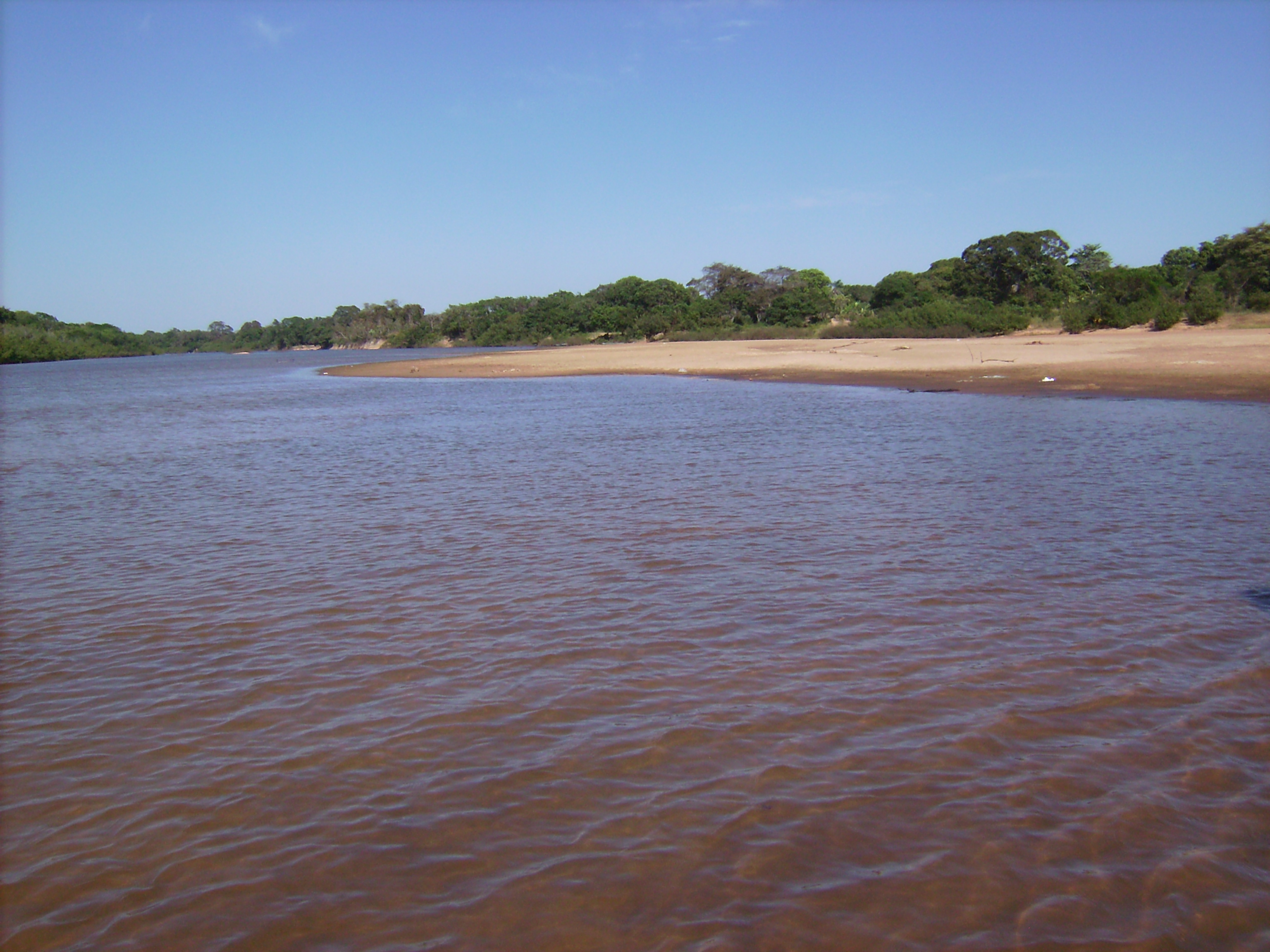
břeh ostrova